# J'm'en fous, je t'aime
J'm'en fous, je t'aime est une chanson française écrite par Jean-Pierre Mottier, composée par Jean-Pierre Mottier et André Paté, éditée par les éditions musicales Arpège.

## Enregistrements
- 1958 : Jean-Pierre Mottier - Odeon (SOE 3358)[2]

- 1958 : Maria Lopez - Teppaz (n°4543 & JK)[3]

- 1958 : Lucienne Delyle - Pathé (EG395)[4]

- 1958 : Paule Desjardins - Polydor (n°20839)[5]

- 1959 : Jean Philippe - Barclay (n°70206)[6]

- 1959 : André Claveau - Pathé (PAM 67016)[7]

## Version orchestre
- 1959 : Onésime Grosbois et son orchestre - Barclay (n°72273)[8]

## Adaptation italienne
En 1959 : la chanteuse italienne Luciana Gonzales enregistre la chanson avec Fonit (SP30539) sous le nom Finché Vivrò et les paroles sont adaptées par le parolier Larici (Giacomo Mario Gili).